# Sheila van den Bulk
Sheila van den Bulk est une joueuse de football néerlandaise, née à Rotterdam (Pays-Bas), le 6 avril 1989. Elle joue actuellement à ADO La Haye (Pays-Bas).

## Palmarès
- Championne des Pays-Bas (1) : 2012
- Coupe des Pays-Bas (1) : 2012
- Doublé Championnat des Pays-Bas-Coupe des Pays-Bas (1) : 2012
- Championnat d'Europe (1) : 2017